# 南平野町 (名古屋市)
南平野町（みなみひらのちょう）は、愛知県名古屋市中川区の地名。現行行政地名は、中川区南平野町。1つの小字（字前田）が設置されている。

## 地理
町名整理により、大部分が他の町名に編入されたため、現在は字前田が中川運河の河川敷地に僅かに残るのみである。東と南に西日置町（字下鵜垂・溝端）、西に月島町、北に運河町が接する。

### 字一覧
南平野町と前身である愛知町大字平野の小字は以下の通り。消滅した字については背景色    で示す。
| 字             | 字             |
| -------------- | -------------- |
| 北田（きただ） | 西田（にしだ） |
| 前田（まえだ） |                |

## 歴史

### 町名の由来
江戸期の愛知郡平野村を前身とする。平野村は江戸後期まで家数22ほどの小規模な農村であったというが、明治期以降は愛知駅や笹島駅の開業により都市化が進んだ。

### 行政区画の変遷
- 1889年（明治22年）10月1日 - 愛知郡平野村が合併に伴い、同郡笈瀬村大字平野となる[3]。
- 1904年（明治37年）12月20日 - 町制施行に伴い、愛知郡愛知町大字平野となる[3]。
- 1921年（大正10年）8月22日 - 合併に伴い、名古屋市中区南平野町となる[3]。
- 1933年（昭和8年） - 一部が運河通に編入される[4]。
- 1937年（昭和12年）10月1日 - 中村区編入に伴い、同区南平野町となる[3]。
- 1941年（昭和16年）1月1日 - 一部が中村区平池町に編入される[5]。
- 1944年（昭和19年）2月11日 - 中川区編入に伴い、同区南平野町となる[3]。
- 1973年（昭和48年）11月10日 - 大部分が運河町に編入される[3]。残部は中川運河の部分にわずか残る[3]。

## 施設
- 八幡社（字前田）[6] - 再開発に伴い熱田区大宝へ移設された。